# Коновалова, Людмила Васильевна
Людмила Васильевна Коновалова (род. 7 января 1968, Свердловск, РСФСР, СССР) — российская баскетболистка, выступавшая в амплуа разыгрывающего защитника. Участник Олимпийских игр — 1996, двукратный обладатель кубка Ронкетти, чемпион СССР, многократный чемпион России, мастер спорта России международного класса.

## Биография
Воспитанница свердловского баскетбола. В 1984 году получает приглашение в кадетскую сборную СССР (до 16 лет) на чемпионат Европы в Италию, где команда занимает 1-е место. В следующем году, в Югославии, она вновь становится победителем Европы среди кадеток. В 1986 году, уже в составе юниорской сборной СССР (до 18 лет), выигрывает чемпионат Европы.
Из воспоминаний директора клуба «Уралмаша» Анатолия Концевого:

У нас «украли» в ЦСКА одного из ведущих игроков — Людмилу Коновалову, ставшую впоследствии чемпионкой Европы. Она просто перестала появляться на тренировках. Через несколько дней приходит из ЦСКА директива в спортивный клуб армии Свердловска. Меня вызывают в наш спортклуб и предлагают подписать документ, что я разрешаю переход Коноваловой в ЦСКА. Я упёрся, не стал подписывать. Вопрос в итоге решили даже в обход «Уралмаша» — через спорткомитет СССР, а меня на полгода лишили премии.

Все последующие триумфы «ЦСКА» неотрывно связаны с Людмилой Коноваловой. За 11 лет баскетболистка становилась чемпионкой СССР, 6 раз была первой в России, двукратный обладатель кубка Ронкетти, бронзовый призёр «Финала четырёх» Кубка чемпионов.
В интервью газете «Спорт-Экспресс» Елена Баранова рассказала:

- В мужских командах драки на тренировках в порядке вещей. А в женских?
— Запомнилось два случая. В ЦСКА у Терезы Уизерспун с нашей основной разыгрывающей Люсей Коноваловой «зарубы» были в кость. Люся на тренировках смотрелась получше, но в стартовой пятерке чаще выходила американка. Играла грязновато. Если Люся её обыгрывала, той ничего не стоило исподтишка ударить, в спину толкнуть. Следом взаимные упреки, обиды, мат-перемат… Мышкин, главный тренер ЦСКА, их мирил, но вскоре все повторялось.

Дебют в сборной России состоялся на Олимпийских играх — 1996 в Атланте, где Людмила сыграла одну игру, против сборной Японии. На чемпионате Европы — 1997 в Венгрии, где команда заняла 6-е место, Коновалова участвовала во всех 8 играх, имея следующие показатели: 2,1 очко в среднем за матч, 0,3 подбора и 1,5 передачи.
В 1998 году Людмила покидает Москву и уезжает играть во французский БК «Лимож», где заканчивает свою карьеру.

## Достижения
- Чемпион Европы среди кадеток: 1984, 1985
- Чемпион Европы среди юниорок: 1986
- Обладатель Кубка Ронкетти: 1989, 1997
- Бронзовый призёр Кубка чемпионов: 1995
- Чемпион СССР: 1989
- Чемпион России: 1992, 1993, 1994, 1995, 1996, 1997
- Серебряный призёр чемпионата СССР: 1990, 1991
- Серебряный призёр чемпионата России: 1998
- Бронзовый призёр чемпионата СНГ: 1992